# Abwind
Abwind ist die Bezeichnung für verschiedene Luftbewegungen in Meteorologie und Luftfahrt.

## Verwendung

### Meteorologie
In der Meteorologie steht der Begriff je nach Kontext für verschiedene Luftbewegungen. Im Lee von Berghängen oder an schwach geneigtem Gelände bezeichnet er eine talwärts strömende Luft. Im Bereich von Fronten, in Schauerwolken und Gewitterwolken bezeichnet er fallende Winde. Abwind steht auch für eine Luftströmung, die ein Gebiet verlässt. Herrscht z. B. in einer Region vorwiegend Westwind und ein Wohngebiet liegt westlich eines Industriegebiets, ist das Wohngebiet vor dem Abwind des Industriegebiets geschützt.

### Luftfahrt

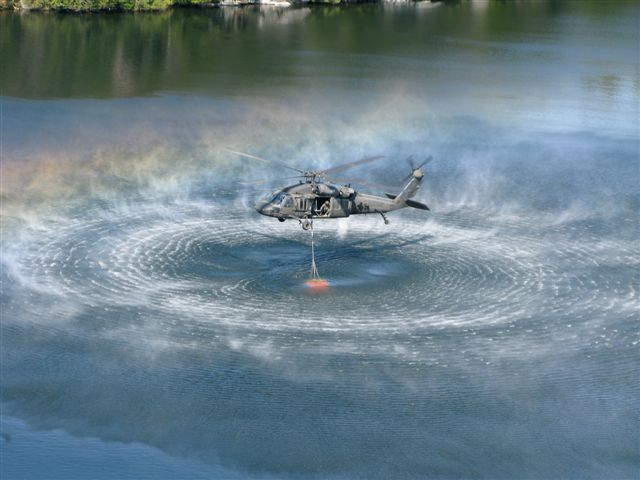
Downwash eines Hubschraubers beim Schweben über dem Wasser

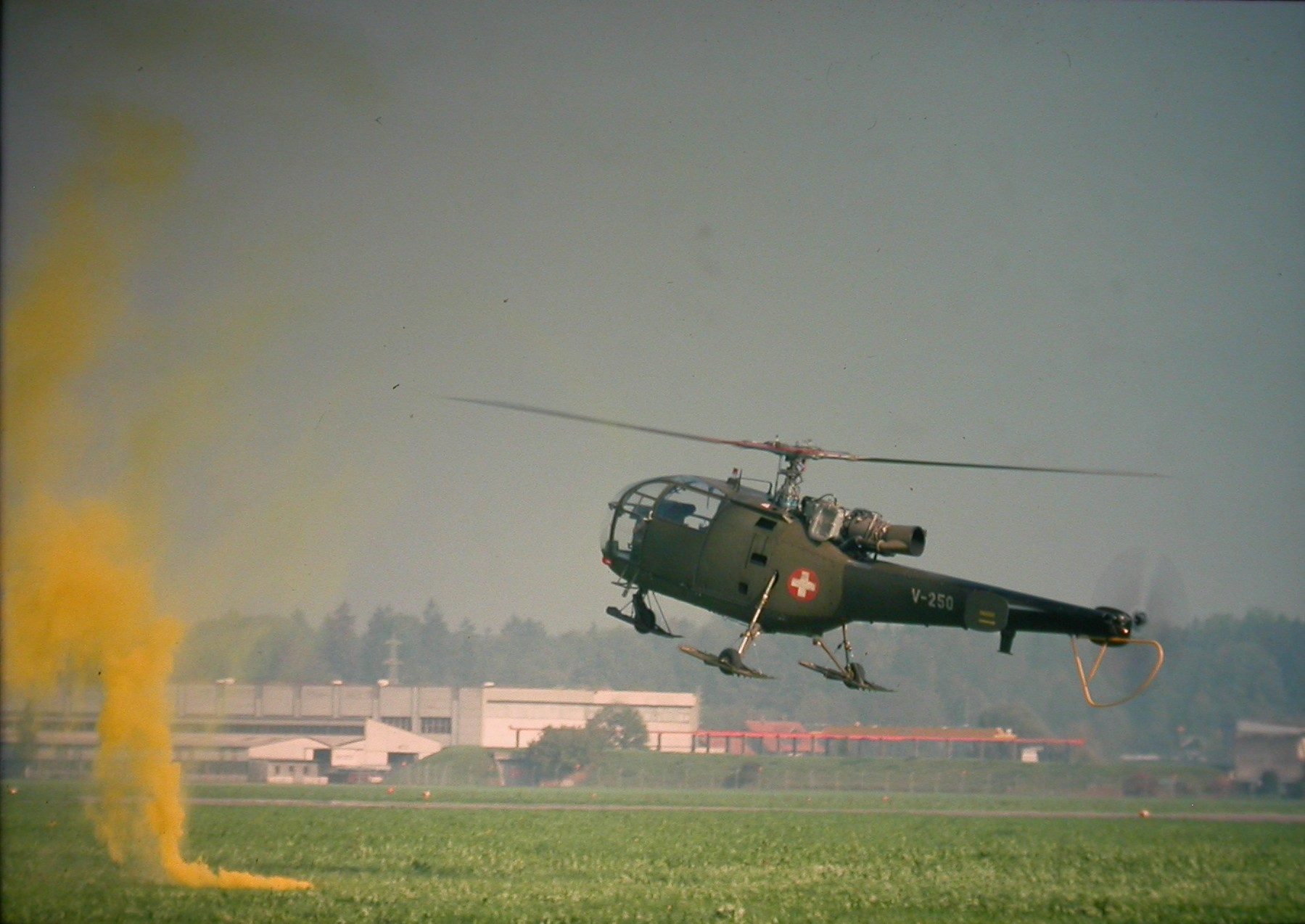
Helikopter Alouette III der Schweizer Armee: Demonstration einer Landung nach dem Abwurf einer Rauchpetarde, hier auf dem Flugplatz Emmen; die Technik war geeignet, um für Landungen im Gebirge eine Einschätzung der Verwirbelung des Windes an Bergflanken vornehmen zu können

In der Luftfahrt bezeichnet Abwind (englisch downwash) einen technischen Abwind, wie er von Flugzeugen und Hubschraubern von den Tragflächen bzw. Rotoren bei der Erzeugung von dynamischem Auftrieb entsteht. Bei Hubschraubern wird dieser durch die sich drehenden Rotorblätter erzeugt und ist für die Umgebung bei Start und Landung sehr deutlich wahrnehmbar. Der Downwash kann bewusst eingesetzt werden, um mit einem Downwash-Flug zum Beispiel zu große Schneemengen von Bäumen zu räumen. Ab den 1950er-Jahren kam auf US-Basen der Kaman HH-43 Huskie als Rettungshubschrauber zum Einsatz, welcher die Aufgabe hatte, die Feuerwehr und allfällige Verletzte vom Feuer frei zu blasen. Menschen, die von einem Hubschrauber auf- oder abgeseilt werden, werden durch den Downwash-Luftstrom schnell ausgekühlt.
Ebenfalls im Luftverkehr ist im Gebirgsflug immer die Windverwirbelung hinter einem Berggrat zu beachten (siehe Abwind im Lee von Berghängen). So ist auch bei einer Hubschrauberlandung auf einer Bergkuppe damit zu rechnen, dass der korrekte Anflug gegen den Wind plötzlich in einen Bereich gerät, in dem Rückenwind herrscht, was ausreichen kann, einen Absturz herbeizuführen. Die Hubschrauber der Schweizer Luftwaffe führten daher stets Rauchpetarden mit, damit der Pilot bei unklaren Lagen in einem Überflug eine Rauchpetarde abwerfen konnte, um die Windverhältnisse in Bodennähe für den Landeanflug richtig einschätzen zu können. Nach dem Flugunfall am Biferten wurde ein solcher Abwind als möglicher Grund für den Absturz  erwähnt, da das Flugzeug nur drei Meter unter einem Berggrat aufschlug.

### Motorsport
Der technische Begriff tauchte auch im Rennsport auf. So war es für die Formel-1-Regeln ab dem Jahr 2008 im Gespräch, einen „CDG wing“, (englisch Centerline Downwash Generating wing, Abwind erzeugender Mittelachsenflügel) einzuführen. Damit sollte der Windschatten für den nachfolgenden Verkehr verbessert werden, um mehr Überholmöglichkeiten bzw. -manöver und damit mehr Spannung im Rennen zu erzeugen. Allerdings wurde diese Entwicklung nicht eingesetzt.